# Юїнта (округ, Юта)
Шаблон:StateAbbr_ 40°08′ пн. ш. 109°31′ зх. д. / 40.13° пн. ш. 109.52° зх. д.
Округ Юїнта (англ. Uintah County) — округ (графство) у штаті Юта, США. Ідентифікатор округу 49047.

## Історія
Округ утворений 1880 року.

## Демографія
За даними перепису 2000 року загальне населення округу становило 25224 осіб, зокрема міського населення було 11569, а сільського — 13655. Серед мешканців округу чоловіків було 12567, а жінок — 12657. В окрузі було 8187 домогосподарств, 6543 родин, які мешкали в 9040 будинках. Середній розмір родини становив 3,45.
Віковий розподіл населення поданий у таблиці:
| Стать    | До 15 років | 15-21 | 22-29 | 30-39 | 40-49 | 50-65 | 65-85 | Понад 85 |
| -------- | ----------- | ----- | ----- | ----- | ----- | ----- | ----- | -------- |
| Чоловіки | 3589        | 1764  | 1247  | 1439  | 1799  | 1573  | 1067  | 89       |
| Жінки    | 3380        | 1678  | 1235  | 1584  | 1792  | 1637  | 1187  | 164      |

## Суміжні округи
- Даггетт — північ
- Моффат, Колорадо — північний схід
- Ріо-Бланко, Колорадо — схід
- Гарфілд, Колорадо — південний схід
- Гранд — південь
- Емері — південний захід
- Карбон — захід
- Дюшен — захід